# Municipio de Tecamachalco
El municipio de Tecamachalco es uno de los 217 municipios que conforman el estado mexicano de Puebla, cuya cabecera municipal es la ciudad de Tecamachalco, además de que forma parte del valle de Tecamachalco.

## Etimología
Esta palabra se divide en dos vocablos que son: Tetl y camachalli. Tetl significa piedra y camachalli significa quijada o mandíbula. Aunque también tiene una desinencia co lo cual indica según el contexto de las dicciones náhuatl en la. Por lo tanto Tecamachalco significa "En la quijada de piedra", que sería el toponímico del cerro en forma de quijada donde se asentaron las comunidades Prehispánicas, de la Colonia, y el actual Municipio de Tecamachalco...

## Geografía
El municipio de Tecamachalco se localiza en la parte central del estado de Puebla. Sus coordenadas geográficas son los paralelos 18° 47° 06° y 18° 57° 06° de la altitud norte y los meridianos 97° 40° 00° y 48° 54° de longitud occidental.
Tiene una superficie de 218.15 km² que se ubica en el lugar 55 con respecto a los demás municipios del estado.
Su altitud media sobre el nivel del mar es de 2.055 m. Las colindancias del municipio son al norte con el municipio de Quecholac y Palmar de Bravo, al sur con Xochitlán Todos Santos, al oriente con Yehualtepec y al poniente con San Salvador Huixcolotla y Tochtepec.
El tiempo de recorrido desde el Distrito Federal es de aproximadamente 3 horas. De la Ciudad de Puebla al municipio son aproximadamente 65 kilómetros. La carretera Federal es un acceso al municipio de Tecamachalco, adicional este también tiene salida hacia la autopista México - Veracruz.
Cuenta con 44 localidades, las más importantes son San Mateo Tlaixpan, Santiago Alseseca y Santa Rosa que junto con la cabecera municipal, el Municipio de Tecamachalco, pertenecen a la región socioeconómica VII del Estado de Puebla que pertenece a Tehuacán.
Tecamachalco cuenta con una superficie de 1542 km². Su altitud es de 2055 m s. n. m.. Limita como distrito con Chalchicomula por el norte, con Tehuacán al suroeste, con Tepexi al sureste y al oeste con Tepeaca.
El municipio presenta un extenso sistema de canales de riego y acueductos que corren en todas direcciones del territorio. El más importante es el denominado canal principal que pertenece al sistema de riego N.º 30 denominado Valle de Valsequillo con cabecera en este municipio, es el único municipio en el estado que cuenta con un Distrito de Riego Federal además de que tiene un largo recorrido dentro del territorio y continua al sur hacia el valle de Tehuacán.
Otros canales importantes son el de Tochtepec, Águila, Arenal, el Muerto y San Nicolás, que en conjunto forman parte de la cuenca del río Balsas.
La mayoría de los arroyos descienden de la cordillera del cerro de "Cuautepec" (Cerro del águila) o provienen del norte y desembocan en el canal principal.

## Historia
Fue fundada por tribus popolocas en el año 1441, en el cerro del monumento, el tecuhtli era Quetzalcatzin, residente de Tlacotepec, en 1483.
En 1520 señoreaban Huatzin por muerte de Tlehuexollotzin y en 1521 Cuetspaltzin sabio " águila blanca". debido a la cercanía con el señorío de Tepeyacac y Tlacotepec siempre estuvo sometido. 
El asentamiento a la llegada de los españoles estaba sometido por el pueblo mexica. Al cual se le rendía tributo y debido a ello no floreció el asentamiento.
Jerónimo de Mendieta y Francisco de Toral contribuyeron a la evangelización de estos lugares y a la construcción de la iglesia y convento Franciscano que concluyó en 1530.
Fray Diego de Extremera condujo a los frailes Nicolás y Domingo para trasladar a los pipiltin al nuevo asentamiento y así iniciar con su adoctrinamiento y educación. Lo denominó Tecamachalco de la Asunción.
Por decreto de la legislatura local, el 13 de agosto de 1861 se designó Villa de Tecamachalco de Guerrero, en honor del Ilustre insurgente consumador de nuestra Independencia. El 6 de septiembre de 1877 el Congreso del Estado Decretó que se llamara Ciudad de Tecamachalco de Guerrero.Tecamachalco significa "en la quijada de piedra que bosteza".
Cronología de los Presidentes Municipales:	
- Dario Rodríguez León	           (1939-1941).
- Gumersindo Rosales Páez	   (1963-1966).
- -    (1960-1963).
- -      (1966-1969).
- Lucino López González            (1969-1972).
- Jorge Espinosa Moro	           (1972-1975).
- Jorge Antonio Galicia	           (1975-1978).
- Moisés Mier Moctezuma	           (1978-1981).
- Ignacio Gómez Bretón	           (1981-1984).
- Gabino Granda Peregrina	   (1984-1987).
- Miguel Ángel Peña Torres	   (1987-1990).
- Aurelio López Ríos	           (1990-1993).
- Benito Alberto Cortés Gámez	   (1993-1996).
- Héctor Mauricio Hidalgo González (1996-1999).
- Gabino Parra Lerma	   (1999-2001).
- Raúl Erasmo Álvarez Marín	   (2002-2005).
- Jesús Notario Díaz	           (2005-2008).
- Ines Saturnino López Ponce	   (2008-2011).
- Rubén Jesús Balcazar Juárez	   (2011-2014).
- Inés Saturnino López Ponce	   (2014-2018).
- Marisol Cruz García	         (2018-2021).
- Carlos Ignacio Nacho Mier	Bañuelos      (2021-2024)
- Mateo Hernández López      (2024-2027)

## Monumentos
- Fundición: Es una obra hidráulica que se localiza entre El Salado y Tecamachalco. Es una sencilla construcción minera con un acueducto e instalaciones hidráulicas para el beneficio de plomo que posiblemente durante el virreinato se comerciaba como materia prima para elaborar cerámica, pigmentos, pintura y vidrio. También se troquelaban campanas y se fabricaban armas y monedas.

- Cueva del rey Cuetzpa: Enclavada en medio de los dos cerros en donde se encuentra la ciudad de Tecamachalco y la Colonia de San Mateo Tlaixpan.

- Parroquia de La Asunción: La iglesia se construyó en honor a la Virgen de la Asunción en 1732, siendo ahora el principal centro religioso del municipio y funcionando como parroquia de Tecamachalco.
- Iglesia de San Sebastián Mártir: Según la historia en el atrio de la Iglesia de San Sebastián Mártir se celebraron dos corridas de toros, una en 1568 y otra en 1585 siendo guardianes del convento Fray Juan Bastidas y Fray Francisco Goity, la cual por cierto fue la primera plaza de toros del México virreinal.
- Casa del Conde: En esta casa vivió Alonso Valiente, el primer encomendero de Tecamachalco. Luego la casa perteneció a la última esposa de Valiente, Melchora de Aberrucia, quien se casó por segunda vez y dio a luz al primer conde del Valle de Orizaba y primer embajador de México en Filipinas, Rodrigo de Vivero y Aberrucia.
- Cerro del Águila: En este cerro que se localiza en la parte norte de la comunidad de San Mateo Tlaixpan (atrás de la ciudad de Tecamachalco) se puede apreciar la figura de un águila que fue formada sobre tepetate blanco por las tribus indígenas que habitaron el lugar en la época prehispánica.
- Ex-Convento Franciscano:  (siglo XVI). La fachada del templo es austera y está rematada con almenas, a la izquierda tiene una torre construida entre 1589 y 1591. La iglesia muestra una combinación de estilos. El mayor atractivo de este convento son sus 28 pinturas en forma de medallones que decoran la bóveda nervada del sotocoro haciendo gala del color. Estas datan de 1562 y son obra de Juan Gerson, un tlacuilo o pintor indígena que se inspiró en grabados europeos, sobre todo en la Biblia de Wittenberg de 1522. En opinión de George Kubler, el caso de estas pinturas es excepcional por ser el único ejemplo conocido de pintura mural mexicana del siglo XVI sobre temas del Antiguo Testamento y del Apocalipsis; por haberse inspirado en obras europeas identificables y porque son el único caso conocido de murales firmados y fechados.[4]

## Festividades
El día 15 de agosto se conmemora a la Virgen de la Asunción, con eventos religiosos tales como un recorrido por las principales calles del centro de la ciudad el día 14, una misa oficiada por el Arzobispo de Puebla el día 15.
Contando con diferentes tipos de actividades:
- Culturales; exposiciones de fotografía, demostraciones de ballet folklórico, conciertos de trova y música clásica.
- Deportivos; se realizan torneos de básquetbol, partidos de béisbol, entre otros.
- Gastronómicos; el evento gastronómico más relevante es la feria del mole en la cual se realiza un concurso y una degustación en la que cualquier persona presente puede participar.
- Esparcimiento familiar; exposiciones de autos, demostraciones de charrería, obras de teatro y eventos populares; como los bailes, la quema de fuegos artificiales y jaripeos.

Durante las festividades del día de muertos, se realiza un desfile nocturno desde el zócalo hasta el panteón municipal, con presencia de escuelas, bandas de guerra y de música, Catrinas y Catrines, disfraces de muertos, mojigangas, etc.

## Gastronomía

### Comida típica
En la ciudad de Tecamachalco su gastronomía es variada, se encuentra la famosa "barbacoa" de oveja que se acompaña con su consomé que es un caldo resultado del vapor del agua (con la que se prepara la barbacoa) en la que lleva, garbanzos, cebolla, chile huachinango. Dicho platillo es típico de la región de Tecamachalco se disfruta con tortillas preparadas a mano y salsa de molcajete. 

### Torta de chalupa
La torta de chalupa se cataloga como el antojito principal del municipio y se sirve principalmente en la tarde-noche, está compuesta por tortillas pequeñas que se fríen en manteca (chalupas) de salsa verde o roja, carne deshebrada de puerco y cebolla. Existen variantes en dicho antojito, por ejemplo, se le puede encontrar compuesta por una milanesa o añadida con un taco dorado. En ocasiones se puede confundir con la denominada 'guajolota´ en la cual su composición aunque parecida difiere en la tortilla que se denomina en México como gordita (una tortilla que está compuesta con maíz y frijol molido). La torta de chalupa fue creada por la señora María Valiente a mediados del siglo XX.

### Tacos de Batea
Los tacos de batea son tacos compuestos de dos tortillas en las cuales se preparan con algunas partes de la res, como la cabeza, menudo y patas principalmente. Se sirve con salsa roja, cilantro, cebolla y se acompaña con unos toque de limón.
En general la comida en la región de Tecamachalco el consumo de tortillas y salsas es parte de los hábitos alimenticios, además de que es típico que a la hora de degustar algún platillo se sirvan semillas de girasol y pápalo, para comer mientras se sirve el platillo o acompañarlo.

## Hermanamiento
- Japón Onjuku (2013)[5][6]